# Vincere per vincere
Vincere per vincere è un film televisivo italiano diretto da Stefania Casini. Girato nel 1988, è stato trasmesso per la prima volta in prima serata su Italia 1 il 9 aprile 1990 nell'omonimo del ciclo di film TV a tema sportivo.

## Trama
Due fratelli che vivono alla periferia di Roma, Nicola e Rosario Caputo, sono appassionati di boxe ma, lavorando in un'officina meccanica, il loro sogno comune di diventare pugili professionisti non è facile da realizzare. Un giorno la sfortuna vuole che, in auto, Nicola trovi della cocaina appartenente ad un boss mafioso del quartiere. Essendo attratto dai guadagni facili si mette d'accordo con il boss Santini, ma quest'ultimo per garantirgli la copertura gli intima di truccare l'incontro di boxe valido per il titolo italiano. Quando Nicola si rifiuta, viene aggredito dagli scagnozzi di Santini che gli fratturano una mano e uccidono il suo allenatore ma, invece di essere spaventato, il giovane decide di combattere per la vittoria.